# Wang Hung-hsiang
Wang Hung-hsiang (chinesisch 王泓翔; * 7. April 1981 in Taiwan) ist ein taiwanischer Poolbillardspieler.
Seine größten Erfolge waren das Erreichen der Runde der Letzten 32 bei der WPA-9-Ball-Weltmeisterschaft 2006, wo er seinem Landsmann Wu Jiaqing unterlag, sowie das Erreichen des Achtelfinals bei der WPA-8-Ball-Weltmeisterschaft 2008, in dem er jedoch gegen Dennis Orcollo ausschied.
Er war zudem Teil des taiwanischen Doppels beim World Cup of Pool in den Jahren 2006 und 2008, wobei es das Team 2006 (gemeinsam mit Yang Ching-shun) ins Viertelfinale schaffte. 2008 schied er hingegen mit seinem Partner Wu Jiaqing bereits in der ersten Runde aus.